# Careless Memories
Singles de Duran Duran
Planet Earth
(1981) Girls on Film
(1981)
Careless Memories est une chanson du groupe Duran Duran sortie en single en 1981. C'est le second extrait du premier album studio du groupe, Duran Duran, également sorti en 1981.

## Historique
Tout juste après le succès au Royaume et en Australie du premier single Planet Earth, le label EMI insiste pour rapidement sortir son successeur. Careless Memories est alors la seule autre chanson prête.
En faces B, le groupe enregistre deux titres, qui n'apparaitront finalement pas sur l'album Duran Duran. Le premier est Khanada, qui rend hommage à la créatrice de mode Jane Kahn, qui possédait la boutique Kahn & Bell à Birmingham et où s'habillaient certains membres du groupe. La seconde face B est une reprise de la chanson Fame de David Bowie, coécrite par John Lennon.

## Clip
Le clip est réalisé par Perry Haines. Il a été tourné dans le quartier de Soho à Londres. Deux montages différents de la vidéo existent. Le premier montage a été réalisé à la « va-vite » à la demande d'EMI, alors que le groupe n'est pas réellement d'accord.
Une deuxième version du montage, présente sur l'album vidéo Duran Duran (en) en 1983, contient certaines scènes remontées. La première version sera finalement incluse sur la réédition remastérisée 2CD+DVD de l'album Duran Duran en 2010.

## Liste des titres
| 1. Careless Memories – 3:41 2. Khanada – 3:17 1. Careless Memories (version album) – 3:53 2. Fame – 3:11 3. Khanada – 3:17 | 1. Careless Memories (version album) – 3:53 2. Is There Anyone Out There – 4.02 3. Girls on Film – 3.30 1. Careless Memories (version 7") – 3:44 2. Khanada – 3:17 3. Fame – 3:11 |

## Classements
| Pays et classement | Meilleure position |
| ------------------ | ------------------ |
| Royaume-Uni        | 37                 |
| Australie          | 60                 |

## Crédits
Duran Duran
- Simon Le Bon : chant principal
- Nick Rhodes : claviers, synthétiseur
- John Taylor : guitare basse, chœurs
- Roger Taylor : batterie, percussions
- Andy Taylor : guitare, chœurs

Autres
- Colin Thurston : producteur, ingénieur du son
- Peter Ashworth : photographie[3]